# آتسوکی ساتو
آتسوکی ساتو (انگلیسی: Atsuki Sato؛ زادهٔ 1961) اهل ژاپن است. وی از سال ۱۹۸۲ میلادی تاکنون مشغول فعالیت بوده‌است.